# Берия, Вакоша Акакиевна
Вакоша Акакиевна Берия (1932, село Ахалсопели, Зугдидский район, Кутаисская губерния, ССР Грузия — 2019) — колхозница колхоза имени Берия Ахалсопельского сельсовета Зугдидского района, Грузинская ССР. Герой Социалистического Труда (1950).

## Биография
Родилась в 1932 году в крестьянской семье в селе Ахалсопели Зугдидского района. Трудовую деятельность начала в конце 1940-х годов на чайной плантации колхоза имени Берия Зугдидского района (с 1953 года — колхоз имени Ленина), председателем которого с 1938 года был Антимоз Михайлович Рогава.
В 1949 году собрала 6081 килограмм сортового зелёного чайного листа на участке площадью 0,5 гектаров. Указом Президиума Верховного Совета СССР от 19 июля 1950 года удостоена звания Героя Социалистического Труда за «получение высоких урожаев сортового зелёного чайного листа и цитрусовых плодов в 1949 году» с вручением ордена Ленина и золотой медали «Серп и Молот» (№ 5247).
Этим же указом званием Героя Социалистического Труда были награждены восемь тружеников колхоза имени Берия чаеводы Ираклий Дзикиевич Берия, Натела Бочоевна Гардава, Этери Элизбаровна Джоджуа, Минадора Партеньевна Кадария, Владимир Несторович Козуа, Ольга Александровна Купуния, Лили Кондратьевна Ревия и Дуня Яковлевна Рогава.
За выдающиеся трудовые достижения по итогам работы в 1950 году была награждена Орденом Трудового Красного Знамени.
После выхода на пенсию проживала в родном селе Ахалсопели Зугдидского района.
Награды
- Герой Социалистического Труда
- Орден Ленина
- Орден Трудового Красного Знамени (01.09.1951)
- Медаль «За трудовую доблесть» (29.08.1949)